# حزب مبارزان میهن
حزب مبارزان میهن (به اختصار پجوآنگ) یک حزب سیاسی کشور مالزی است که توسط مهاتیر محمد در تاریخ ۱۲ آگوست ۲۰۲۰ تاسیس شد. هدف این حزب همانند حزب برساتو مبارزه با فساد و دفاع از حقوق مالایی‌ها و بومیپوترا ها عنوان شده است.این حزب پس از پیروزی در دعاوی در دادگاه سرانجام در تاریخ ۸ جولای ۲۰۲۱ تاییدیه ثبت خود را از سازمان ثبت احزاب مالزی دریافت نمود و به عنوان یک حزب رسمی ثبت شد.

## تاریخچه
این حزب توسط ماهاتیر محمد تاسیس شد. پس از اخراج وی و پنج تن از اعضای حزب برساتو آن‌ها تصمیم به تاسیس حزب مبارزان میهن گرفتند که ماموریت آن مبارزه با فساد و دفاع از حقوق مالایی ها و بومیپوترا ها عنوان شد.